# Cabina forno
Una cabina forno, detta anche cabina di verniciatura, è un ambiente chiuso, con pressione controllata, dotato di uno o più ingressi, dove usualmente si effettua l'applicazione della vernice delle automobili sulle carrozzerie. Per garantire le condizioni di lavoro ideali (temperatura, portata aria, umidità, ecc.), le cabine forno sono dotate di uno o più gruppi di ventilazione, costituiti da uno o più motori e uno o più bruciatori per riscaldare l'aria immessa. 

## Norme di riferimento
- EN 13355 - Coating plants - Combined booths - Safety requirements. La norma si applica alle cabine forno per l'applicazione da parte di un operatore di prodotti vernicianti liquidi organici con una temperatura di essiccamento massima di 100 °C e ne tratta i pericoli significativi.
- EN 12215 - Coating plants - Spray booths for application of organic liquid coating materials - Safety requirements. La norma tratta tutti i pericoli significativi relativi alle cabine di verniciatura per applicazione di prodotti vernicianti liquidi (pitture, vernici, ecc.) e descrive i metodi di verifica delle misure di sicurezza.